# Топаз (филм)
 Тази статия е за филма на Алфред Хичкок от 1969 година.  За скъпоценния камък вижте Топаз.  
„Топаз“ (на английски: Topaz) е американски шпионски филм от 1969 година, с режисьор Алфред Хичкок, с участието на Фредерик Стафорд, Дани Робен, Джон Форсайт и др. Сценарият, написан от ДСамюъл Тейлър, се базира на романа „Топаз“ на американския писател Леон Юрис.

## Сюжет
Внимание:  Текстът по-долу разкрива сюжета на произведението (или части от него)!
В Копенхаген през 1962 г., високопоставен съветски офицер от съветското разузнаване, бяга на Запад заедно със съпругата и дъщеря си. Агентът на ЦРУ Майк Нордстрьом (Джон Форсайт) научава от дезертьора, че руски балистични ракети ще бъдат разположени в Куба. Нордстрьом привлича на своя страна, приятеля си и френски агент Андре Деверо (Фредерик Стафорд), насърчавайки го да придружи дъщеря си Мишел (Клод Жад) на медения и месец с нейния съпруг и журналист Франсоа Пикар (Майкъл Собур) в Ню Йорк. Деверо приема, но съпругата му Никол (Дани Робин) е притеснена за него. В Ню Йорк, Деверо се свързва със свой стар познат, Филип Дюбоа (Роско Лий Браун), като целта им е да се сдобият с документи за съветските планове за Куба от гостуващия кубински дипломат Рико Пара (Джон Върнън). Пара е в Ню Йорк, за да се появи на среща на ООН. Дюбоа се прави на чернокож журналист от списание „Ебони“, за да се добере до хотела на кубинската делегация. Той подкупва секретаря на Пара, за да се добере до секретните документи, но бива разкрит докато фотографира документите, и е преследван от кубинските революционери. Преснетите документи потвърждават, че руснаците тайно транспортират и поставят ядрени ракети в Куба.
Деверо заминава за Куба, където има връзка с красива кубинка на име Хуанита, която е член на съпротивата в Куба и вдовица на „герой на революцията“. Като лидер на местната мрежа на съпротивата, Хуанита работи под прикритие, за да събира информация за френския си любовник. Тя прави всичко по силите си да помогне за събирането на сведения за дейността на СССР в Куба. Карлота и Пабло Мендоса (слугите на Хуанита) използват прикритието на следобедния пикник на хълма, който е с изглед към пристанището и снимат разтоварването на съветските ракети. Те са разкрити, но успяват да направят снимки и да ги скрият, преди да бъдат заловени. Хуанита е разкрита като член на съпротивата и въпреки опитите на Деверо да я спаси, бива разстреляна. Деверо се опитва да напусне Куба, преди да бъде задържан след провала на Хуанита и хората ѝ. Само късметът му позволява да премине щателно претърсване на летището и да се добере до САЩ.
Успехът му е помрачен, когато намира домът си празен, след като жена му го е напуснала. Загубил жена си и Хуанинта, Деверо заминава за Париж, където е осведомен от Нордстрьом за съветски шпионин член на организация наречена „Топаз“. Агентът е издал името на служителя на НАТО Хенри Жрае (Филип Ноаре), който разполага с документи на КГБ. Пристигайки в Париж, Деверо се опитва да стигне до дъното на шпионските игри, докато дъщеря му Мишел иска да го помири с майка и. Деверо кани някои от старите си приятели и колеги, включително Жаре, на обяд в изискан ресторант под претекст, че му помага да подготви доклада си за съветско кубинските взаимоотношения. По време на обяда Деверо се опитва да провокира реакция у Жаре, с която да покаже слабост и да разкрие дали е двоен агент, но без успех. Скоро след това, Жаре изпада в паника, и посещава лидера на шпионския кръг „Топаз“, Жак Гранвил (Мишел Пиколи). Не след дълго, слабостта на Жаре води до неговата смърт приличаща на самоубийство. Лидерът на „Топаз“ става все повече забулен в интриги и предателства, а разкриването му е под въпрос...

## В ролите
| Актьор           | Роля               |
| ---------------- | ------------------ |
| Фредерик Стафорд | Андре Деверо       |
| Дани Робен       | Никол Деверо       |
| Карин Дор        | Хуанита де Кордоба |
| Джон Върнън      | Рико Пара          |
| Клод Жад         | Мишел Пикар        |
| Мишел Сюбор      | Франсоа Пикар      |
| Мишел Пиколи     | Жак Гранвил        |
| Филип Ноаре      | Анри Жар           |
| Джон Форсайт     | Майкъл Нордстрьом  |
| Роско Лий Браун  | Филип Дюбоа        |

## Камео на Алфред Хичкок
Алфред Хичкок се появява в камео роля във филма – на аерогарата седи в инвалидна количка, изправя се и се здрависва с мъж.

## Награди и номинации
| Награди                                                   | Награди                         | Награди       | Награди                        |
| Награда                                                   | Категория                       | Име           | Резултат                       |
| --------------------------------------------------------- | ------------------------------- | ------------- | ------------------------------ |
| Награди на Националния съвет на кинокритиката на САЩ-1970 | Най-добър режисьор              | Алфред Хичкок | награда NBR                    |
| Награди на Националния съвет на кинокритиката на САЩ-1970 | Най-добра мъжка поддържаща роля | Филип Ноаре   | награда NBR                    |
| Награди на Националния съвет на кинокритиката на САЩ-1940 | Най-добрите десет филма         | „Топаз“       | награда: включване в десетката |